# Intelsat 708
Intelsat 708 est un satellite de télécommunications construit par l'entreprise américaine Space Systems/Loral et géré par l'opérateur Intelsat. Il était destiné à être envoyé sur une orbite géostationnaire depuis la base de lancement de Xichang, située dans la province de Sichuan en République Populaire de Chine. Il a été détruit le 15 février 1996 à cause d'une explosion provoquée par un échec de lancement. Cette explosion a provoqué la destruction d'un village situé à proximité de la base et a entraîné la mort de nombreuses personnes. Cela a donné naissance à une grave polémique.

## Caractéristiques du satellite
Il s'agit d'un satellite de télécommunications destiné au domaine civil et qui est développé dans le cadre du projet Intelsat VII-A. Ce projet correspond à un programme de conception de quatre satellites développé en 1988 par le constructeur Space Systems/Loral et l'opérateur Intelsat.

## Déroulement de l'accident
À la suite d'un accord conclu en 1992 entre Intelsat et la Société industrielle de la Grande muraille de Chine (CGWIC), le satellite doit être envoyé sur une orbite géostationnaire à l'aide d'un lanceur Longue Marche 3B. Ce nouveau lanceur chinois vient tout juste d'être développé et doit inaugurer son premier vol vers l'espace,.
Le lancement se déroule le 15 février 1996 à 3h01, heure locale de Beijing, sur la base de lancement de Xichang, située au Sud-ouest de la Chine. Cependant, 2 secondes après le décollage, le lanceur dévie de sa trajectoire initiale et commence à voler à l'horizontale. Au bout de 22 secondes de vol, il s'écrase et explose sur un village situé à proximité de la zone de lancement, tuant un nombre inconnu de personnes.
La commission d'enquête réunie après l'accident par la CGWIC en a conclu que cet échec a été provoqué par une erreur interne de la centrale à inertie du lanceur, l'empêchant ainsi de suivre la trajectoire prévue,.

## Polémiques
À la suite de cet échec, une première polémique vis-à-vis des dégâts et des pertes engendrées par l'explosion voit alors le jour.
Le gouvernement chinois, par l'intermédiaire de son agence de presse Xinhua, rapporte que l'accident a provoqué six morts et 57 blessés. Cependant, certaines estimations occidentales suggèrent que les pertes humaines causées par l'accident se situent dans un intervalle compris entre 200 et 500 morts. En effet, il a été affirmé que des « dizaines, si ce n'est pas des centaines » de personnes ont été vues regroupées à proximité du lieu de l'explosion, la nuit avant le lancement,. Il est également noté que la plupart des bâtiments construits dans la zone du crash ont présenté de nombreux dégâts, voire se sont complètement écroulés. Les ingénieurs américains tels que Bruce Campbell, présents sur le site et qui ont assisté au lancement du satellite, ainsi que d'autres témoins oculaires notent également la présence d'ambulances sur le site et de nombreux camions qui semblent transporter ce qui s’apparente à des corps humains, les conduisant vraisemblablement vers l'hôpital situé à proximité,.
Plus tard, une enquête publiée sur le site The Space Review par un analyste indépendant chinois indiquera, néanmoins, que la population du village détruit par l'explosion se situe en dessous de 1 000 habitants et que la plupart d'entre eux ont évacué la zone avant le lancement, comme cela était devenu l'habitude depuis les années 1980, ce qui « rend peu crédible » ces estimations.
L'explosion du lanceur et du satellite entraîne également la naissance d'une deuxième polémique, concernant les caractéristiques même du satellite et un possible transfert illégal de technologie vers la Chine. En effet, Intelsat 708 embarque avec lui des technologies récentes et un module de chiffrement et il a été constaté qu'une partie des débris n'ont pu être localisés par les ingénieurs présents sur les lieux. Il est, de ce fait, supposé que le gouvernement chinois a pu les récupérer potentiellement pour son propre compte.
À la suite de ce constat, une commission d'enquête a été ouverte par le Congrès des États-Unis. Celle-ci publie alors un rapport concernant la sécurité et la protection des technologies spatiales américaines, préconisant un durcissement des lois concernant les lancements de satellites à l'étranger et les échanges de technologies sensibles. Ce document a alors été critiqué par un rapport du gouvernement chinois publié dans le China Daily, soulignant que cette publication se base sur des « éléments inventés de toutes pièces ».
En 2002, le Département d'État des États-Unis condamne les entreprises Space Systems/Loral et Boeing Satellite Systems (en) pour violations des lois concernant le contrôle des exports, à la suite des destructions des satellites Intelsat 708 et APSTAR II (en). Elles ont dû payer respectivement 20 millions et 32 millions de dollars.